# Sanctuaire à gorilles de Mengame
Le sanctuaire à Gorilles de Mengame est une aire protégée localisée en Afrique Centrale aux confins de la frontière Cameroun-Gabon. Institué légalement en 2008 au Cameroun, il s'agit d'un sanctuaire de faune qui occupe actuellement une surface d'environ 130 000 hectares. Il fait partie du complexe transfrontalier d'aires protégées Minkébé-Mengame.

## Historique
À la suite du décret n°2008/2207 du 14 juillet 2008, le sanctuaire à gorilles de Mengame est officiellement créé. Son origine remonte à la décision du gouvernement camerounais dans les années 1990 de réserver le massif forestier du village Mengame comme site devant accueillir une aire protégée dans le cadre du Programme d’Action Forestière Nationale (PAFN). Ceci pour trois raisons: la diversité biologique forestière, le potentiel écotouristique et la forte présence de gorilles dans le village Mengame situé entre les communes de Mvangan et d’Oveng. Dans un premier temps, les autorités camerounaises agissent avec le secteur privé en signant une convention avec la Société Forestière Petra (SOFOPETRA). Cet accord vise à mettre en place une structure socioéconomique respectueuse de la biodiversité et développant l'écotourisme. Seulement de nombreux conflits émaillent et entraînent la rupture de cette collaboration. 
Alors, dans un second temps, à la suite de la Déclaration de Yaoundé du 17 mars 1999 et à l'instauration du Plan de convergence en septembre 2001 à Brazzaville, le projet du sanctuaire à gorilles de Mengame relève des dynamiques de gestion transfrontalière des aires protégées en Afrique Centrale dont la gestion fait partie des stratégies d’actions collectives interétatiques.  Ainsi, le sanctuaire à gorilles de Mengame est intégré en 2005 dans le paysage appelé "TRIDOM: Trinational Dja-Odzala-Minkébé". Le TRIDOM est composé des parcs nationaux du Dja, Boumba-Bek, Nki et Mengame au Cameroun; des parcs nationaux d’Odzala-Kokoua et Losi au Congo (Brazzaville) et des parcs nationaux de Minkébé, Ivindo et Mwagné au Gabon.  

## Description du site

### Localisation
Le sanctuaire à gorilles de Mengame est situé dans la région du Sud à la frontière Cameroun-Gabon. Il couvre l'étendue comprise entre 2°25' et 2°46' de latitude nord et entre 11° 85' et 12°65' de longitude est. Sa surface est actuellement d'environ 130 000 hectares. 

### Faune
Le sanctuaire à gorilles de Mengame correspond à la catégorie 4 de la classification de l’UICN, ce qui correspond à une aire protégée de conservation des habitats ou des espèces. On y trouve 36 espèces de grands mammifères, dont des gorilles, des chimpanzés et des éléphants. Y sont aussi répertoriés des mandrills, des mangabeys, des buffles et des sitatungas. 193 espèces d'oiseaux et 23 espèces de poissons sont enregistrés également.  

### Flore
La phytodiversité du sanctuaire à gorilles de Mengame permet de recenser au total 307 espèces ligneuses regroupées en 193 genres et 53 familles. La famille des Caesalpiniaceae est la mieux représentée. 189 espèces ont un indice de raréfaction élevé, notamment Guibourtia tessmannii, un arbre très représentatif des forêts tropicales humides du bassin du Congo. Il est noté également la présence de produits forestiers non ligneux (PFNL) à forte valeur ajoutée comme par exemple Irvingia gabonensis, Baillonella toxisperma et Ricinodendron heudelotii.

## Interaction avec les communautés riveraines

### Communautés riveraines
Le sanctuaire à gorilles de Mengame est au cœur de 34 villages périphériques dont les habitants sont issus majoritairement des groupes ethniques Fangs et Bulu relevant du grand ensemble Pahouins. Les Pygmées Baka sont également présents au niveau sociodémographique. Ils vivent dans des campements isolés à la périphérie est de la réserve. Il est reconnu aux populations riveraines le droit d’usage ou droit coutumier. Ce qui leur permet d’exploiter, en vue d’une utilisation personnelle, tous les produits forestiers, fauniques et halieutiques à l’exception des espèces protégées. Pour ce faire, il est créé des organes d'intermédiation tels que le Comité Riverain (CR) et le Comité Paysan-Forêt (CPF). Ces organes sont accompagnés par les agents de conservation, la Délégation Régionale du Ministère des Forêts et de la Faune, les ONG locales et internationales. 

### Pressions anthropiques sur la biodiversité du sanctuaire
En septembre 2023, il a été installé un Comité de surveillance du sanctuaire à gorilles de Mengame réunissant les différents acteurs du processus de conservation de la biodiversité de ce site. En effet, le sanctuaire, en dépit de son rôle de niche écologique pour de nombreuses espèces florales et fauniques, est victime de nombreuses pressions liées aux besoins des populations riveraines: agriculture itinérante sur brûlis, chasse commerciale, chasse de subsistance. Ce qui témoigne de la fragilité du système de gestion locale de cette aire protégée. Et le grand problème demeure relatif au pillage des ressources du sanctuaire en raison de la déforestation et du braconnage. 